# Jose Abad Santos
Jose Abad Santos é um município de  primeira classe de renda municipal (d) na província Davao Ocidental, nas Filipinas. De acordo com o censo de 1 de maio  de  2020 possui uma população de 73 381 pessoas e 17 001 domicílios.